# Böhnecke-Gletscher
Der Böhnecke-Gletscher ist ein steiler und 5 km breiter Gletscher an der Black-Küste des Palmerlands im Süden der Antarktischen Halbinsel. Er fließt in südöstlicher Richtung zum nordwestlichen Abschnitt des Violante Inlet.
Wissenschaftler der United States Antarctic Service Expedition (1939–1941) entdeckten und fotografierten den Gletscher aus der Luft im Dezember 1940. Weitere Luftaufnahmen entstanden 1947 bei der US-amerikanischen Ronne Antarctic Research Expedition (1947–1948). Expeditionsleiter Finn Ronne kartierte ihn vor Ort in Zusammenarbeit mit dem Falkland Islands Dependencies Survey. Letzterer benannte den Gletscher nach dem deutschen Meereskundler Günther Böhnecke (1896–1981), Teilnehmer der Deutschen Atlantischen Expedition (1925–1927) mit dem Forschungsschiff Meteor.